# Марк Меций Мемий Фурий Бабурий Цецилиан Плацид
Марк Меций Мемий Фурий Бабурий Цецилиан Плацид (на латински: Marcus Maecius Memmius Furius Baburius Caecilianus Placidus) е политик на Римската империя през 4 век.

## Биография
Произлиза от фамилията Меции – Мемии – Фурии. Вероятно е роднина на Гай Мемий Цецилиан Плацид и родител на Фурий Меций Грак.
Той е corrector Venetiarum et Histriae, praefectus annonae Urbis sacrae cum iure gladii; comes di primo ordine, comes d'Oriente Egitto e Mesopotamia, iudex sacrarum cognitionum, 340/341 г.
Плацид e преториански префект на Италия през 342 – 344 г.
През 343 г. Плацид е консул заедно с Флавий Ромул. 
През 346 – 347 г. той е praefectus urbi. Освен това е понтифекс maior, авгур publicus p.R. Quiritum и член на колегията квиндецимвири sacris faciundi.  Патрон е на град Путеоли.